# Lombron

Lombron este o comună în departamentul Sarthe, Franța. În 2009 avea o populație de 1,962 de locuitori.